# لينو غالاردو
لينو غالاردو (بالإسبانية: Lino Gallardo) هو موزع وملحن فنزويلي، ولد في 1773 في أكوماري ديل توي ‏ في فنزويلا، وتوفي في 22 ديسمبر 1837 في كاراكاس في فنزويلا.